# SOKO
SOKO (en español: Halcón) fue un fabricante aeronáutico situado en Mostar, Bosnia-Herzegovina. Es conocido por sus desarrollos aeronáuticos durante el periodo que estuvo bajo control de la Yugoslavia comunista.

## Historia

### Inicios

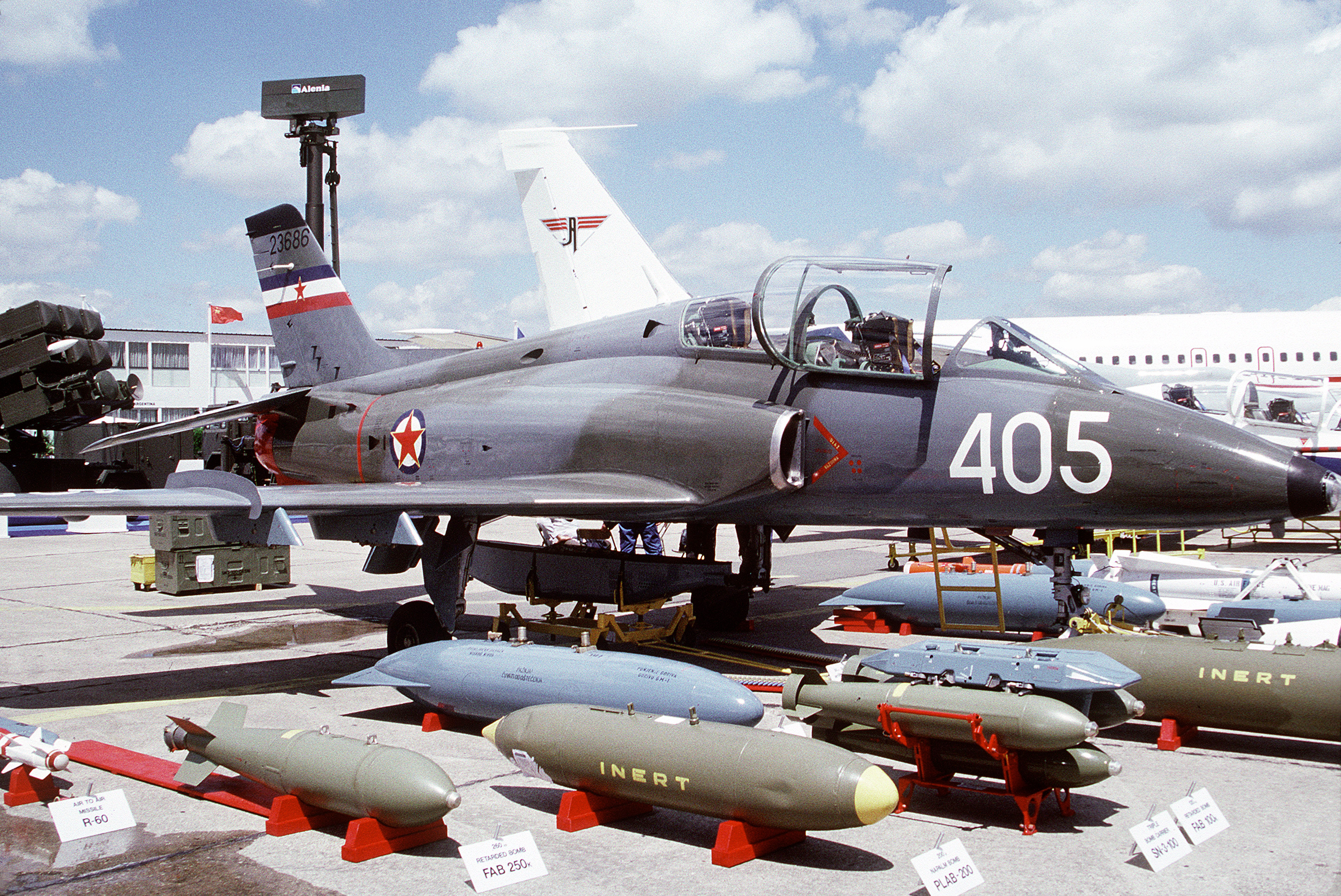
SOKO G-4 Super Galeb en el Salón de Le Bourget en 1991.

Antes de la reubicación de las maquinarias y líneas de producción (que cuya infraestructura y el personal fueron trasladados desde Serbia) de la planta de la Ikarus en Zemun, la SOKO ya había iniciado sus trabajos en diversas tecnologías aeronáuticas. Al principio, antes y en la consecuente retoma de la producción del Soko 522, se les encomendó el mantenimiento de los aparatos de la Fuerza Aérea de Yugoslavia tales como el estadounidense F-84 Thunderjet. Entre su fundación y hasta los inicios de la década de los 90, SOKO produjo continuamente una serie de aparatos originalmente proyectados por el Instituto Técnico Aeronáutico, de los cuales el último en verse en producción fue un Super Galeb G-4. SOKO era parte del complejo militar-industrial yugoslavo, estando su fábrica situada en las proximidades del Aeropuerto de Mostar.
La producción de aeronaves primariamente tenía como destino a la Fuerza Aérea Yugoslava, aunque no eran raras las exportaciones de estas a países compradores extranjeros. El Jastreb J-1 fue exportado con gran éxito a países como Libia y a Zambia. Así mismo, el Galeb G-2 resultó un éxito entre los compradores iniciales, siendo exportado a Libia, Zaire y Zambia. Seis Super Galeb así mismo fueron exportados a Myanmar, pero con el inicio de las guerras de disolución y tras las nefastas sanciones internacionales se detuvieron la producción y exportación de estos aparatos a países que ya los habían ordenado, como Malasia, Singapur e Indonesia. Así mismo, algunos helicópteros del modelo Gazelle fueron a su vez exportados.

### Éxito comercial
Entre las décadas de los 70 y los 80, la SOKO and Avioane Craiova de Rumania, codesarrollaron el avión Soko J-22 y el IAR-93, respectivamente. SOKO a su vez cooperó con firmas tales como la estadounidense Sikorsky, la inglesa Westland y la francesa Aérospatiale en la producción de varios de sus modelos de helicópteros bajo licencia y para su posterior exportación.
En los 80, la firma SOKO estuvo trabajando en el desarrollo del Novi Avion, el cual fue un proyecto para un caza multiuso de 4.ªgeneración y de velocidad supersónica, e inicialmente proyectado para servir con la Fuerza Aérea Yugoslava junto a los otros modelos de cazas construidos localmente.
Su producción, que inicialmente estuvo planeada al inicio del año de 1991; no se pudo llevar a cabo, tras el inicio de las guerras de disolución internas y los sucesivos embargos internacionales, los que hicieron que el proyecto fuese cancelado, pero se cree que sus estudios previos y diseño fueron retomados por la francesa Dassault francesa en su caza Dassault Rafale.[cita requerida]
Así mismo, y a principios de los 90; la fábrica cesó totalmente toda su actividad productiva. Sus facilidades y maquinarias fueron posteriormente reubicadas en Serbia en la planta de Utva Aircraft Industry, en la ciudad de Pančevo, la cual era colaboradora cercana de los proyectos llevados a cabo en la SOKO (sobre todo en la manufactura del Orao y del Super Galeb).

### Estado actual
SOKO tenía un sistema productivo particularmente moderno y avanzado. Pero en 1992, al comienzo de las guerras yugoslavas, sus instalaciones fueron parcialmente desmanteladas y trasladadas a Serbia, a la localidad de Pančevo, donde está situado el fabricante Utva. Algunos de los restos de la fábrica fueron destruidos durante el transcurso bélico. Hoy día en las restantes instalaciones de la SOKO se producen partes para automóviles tales como transmisiones, sistemas de dirección y cajas de velocidades.

## Productos

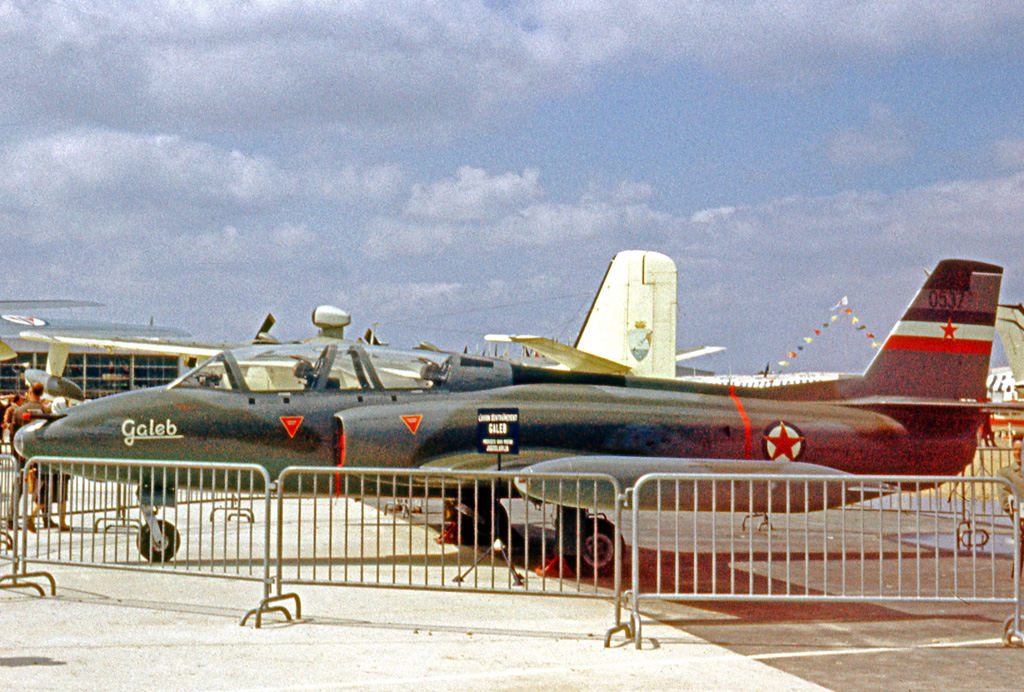
Un Soko G-2 Galeb de la Fuerza Aérea de Yugoslavia en una exhibición en el Show aéreo de París de 1963, en el stand corporativo.

En el listado a continuación se relacionan las aeronaves (aviones y helicópteros) producidos por la planta SOKO, incluidos los años de entrada en servicio:
- Soko 522 (1955, inicialmente producido en la Ikarus)
- Soko S-55 (helicóptero fabricado bajo licencia)
- Soko J-20 Kraguj (1964)
- Soko J-21 Jastreb (1967)
- Soko J-22 Orao (1978)
- Soko G-2 Galeb (1965)[7]
- Soko G-4 Super Galeb (1983)[7]
- Soko Gazelle (helicóptero fabricado bajo licencia)
- Novi Avion (proyecto, realizado en el Dassault Rafale posteriormente)